# Bodiná
Bodiná (hongrois : Bogyós) est un village de Slovaquie situé dans la région de Trenčín.

## Histoire
La première mention écrite du village date de 1345.

## Démographie

### Évolution de la population
| Année:               | 1994. | 2004.   | 2014.   | 2024.   |
| -------------------- | ----- | ------- | ------- | ------- |
| Nombre de personnes: | 481   | 486     | 496     | 480     |
| Différence:          |       | +1,03 % | +2,05 % | -3,22 % |

| Année:               | 2023. | 2024.   |
| -------------------- | ----- | ------- |
| Nombre de personnes: | 475   | 480     |
| Différence:          |       | +1,05 % |